# Tongaans voetbalelftal (vrouwen)
Het Tongaans vrouwenvoetbalelftal is een voetbalteam dat Tonga vertegenwoordigt in internationale wedstrijden, zoals het Oceanisch kampioenschap.
Het team van Tonga speelde in 2003 zijn eerste wedstrijd tijdens de Pacifische Spelen. Tegen Vanuatu werd met 3-2 verloren. Het land kwalificeerde zich vijf keer voor het Oceanisch kampioenschap en beleefde zijn beste toernooi in 2007, toen het derde werd.
De ploeg speelt zijn thuiswedstrijden in het Teufaiva Sport Stadium.

## Prestaties op eindronden

### Wereldkampioenschap
| Jaar   | Resultaat           | Wed                 | W                   | G                   | V                   | DV                  | DT                  |
| ------ | ------------------- | ------------------- | ------------------- | ------------------- | ------------------- | ------------------- | ------------------- |
| 1991   | Niet deelgenomen    | Niet deelgenomen    | Niet deelgenomen    | Niet deelgenomen    | Niet deelgenomen    | Niet deelgenomen    | Niet deelgenomen    |
| 1995   | Niet deelgenomen    | Niet deelgenomen    | Niet deelgenomen    | Niet deelgenomen    | Niet deelgenomen    | Niet deelgenomen    | Niet deelgenomen    |
| 1999   | Niet deelgenomen    | Niet deelgenomen    | Niet deelgenomen    | Niet deelgenomen    | Niet deelgenomen    | Niet deelgenomen    | Niet deelgenomen    |
| 2003   | Niet deelgenomen    | Niet deelgenomen    | Niet deelgenomen    | Niet deelgenomen    | Niet deelgenomen    | Niet deelgenomen    | Niet deelgenomen    |
| 2007   | Niet gekwalificeerd | Niet gekwalificeerd | Niet gekwalificeerd | Niet gekwalificeerd | Niet gekwalificeerd | Niet gekwalificeerd | Niet gekwalificeerd |
| 2011   | Niet gekwalificeerd | Niet gekwalificeerd | Niet gekwalificeerd | Niet gekwalificeerd | Niet gekwalificeerd | Niet gekwalificeerd | Niet gekwalificeerd |
| 2015   | Niet gekwalificeerd | Niet gekwalificeerd | Niet gekwalificeerd | Niet gekwalificeerd | Niet gekwalificeerd | Niet gekwalificeerd | Niet gekwalificeerd |
| 2019   | Niet gekwalificeerd | Niet gekwalificeerd | Niet gekwalificeerd | Niet gekwalificeerd | Niet gekwalificeerd | Niet gekwalificeerd | Niet gekwalificeerd |
| 2023   | Niet gekwalificeerd | Niet gekwalificeerd | Niet gekwalificeerd | Niet gekwalificeerd | Niet gekwalificeerd | Niet gekwalificeerd | Niet gekwalificeerd |
| Totaal | 0/9                 | 0                   | 0                   | 0                   | 0                   | 0                   | 0                   |

### Olympische Spelen
| Jaar   | Resultaat           | Wed                 | W                   | G                   | V                   | DV                  | DT                  |
| ------ | ------------------- | ------------------- | ------------------- | ------------------- | ------------------- | ------------------- | ------------------- |
| 1996   | Niet deelgenomen    | Niet deelgenomen    | Niet deelgenomen    | Niet deelgenomen    | Niet deelgenomen    | Niet deelgenomen    | Niet deelgenomen    |
| 2000   | Niet deelgenomen    | Niet deelgenomen    | Niet deelgenomen    | Niet deelgenomen    | Niet deelgenomen    | Niet deelgenomen    | Niet deelgenomen    |
| 2004   | Niet deelgenomen    | Niet deelgenomen    | Niet deelgenomen    | Niet deelgenomen    | Niet deelgenomen    | Niet deelgenomen    | Niet deelgenomen    |
| 2008   | Niet gekwalificeerd | Niet gekwalificeerd | Niet gekwalificeerd | Niet gekwalificeerd | Niet gekwalificeerd | Niet gekwalificeerd | Niet gekwalificeerd |
| 2012   | Niet gekwalificeerd | Niet gekwalificeerd | Niet gekwalificeerd | Niet gekwalificeerd | Niet gekwalificeerd | Niet gekwalificeerd | Niet gekwalificeerd |
| 2016   | Niet gekwalificeerd | Niet gekwalificeerd | Niet gekwalificeerd | Niet gekwalificeerd | Niet gekwalificeerd | Niet gekwalificeerd | Niet gekwalificeerd |
| 2020   | Niet gekwalificeerd | Niet gekwalificeerd | Niet gekwalificeerd | Niet gekwalificeerd | Niet gekwalificeerd | Niet gekwalificeerd | Niet gekwalificeerd |
| 2024   | Nog te bepalen      | Nog te bepalen      | Nog te bepalen      | Nog te bepalen      | Nog te bepalen      | Nog te bepalen      | Nog te bepalen      |
| Totaal | 0/8                 | 0                   | 0                   | 0                   | 0                   | 0                   | 0                   |

### Oceanisch kampioenschap
| Jaar   | Resultaat        | Wed              | W                | G                | V                | DV               | DT               |
| ------ | ---------------- | ---------------- | ---------------- | ---------------- | ---------------- | ---------------- | ---------------- |
| 1983   | Niet deelgenomen | Niet deelgenomen | Niet deelgenomen | Niet deelgenomen | Niet deelgenomen | Niet deelgenomen | Niet deelgenomen |
| 1986   | Niet deelgenomen | Niet deelgenomen | Niet deelgenomen | Niet deelgenomen | Niet deelgenomen | Niet deelgenomen | Niet deelgenomen |
| 1989   | Niet deelgenomen | Niet deelgenomen | Niet deelgenomen | Niet deelgenomen | Niet deelgenomen | Niet deelgenomen | Niet deelgenomen |
| 1991   | Niet deelgenomen | Niet deelgenomen | Niet deelgenomen | Niet deelgenomen | Niet deelgenomen | Niet deelgenomen | Niet deelgenomen |
| 1994   | Niet deelgenomen | Niet deelgenomen | Niet deelgenomen | Niet deelgenomen | Niet deelgenomen | Niet deelgenomen | Niet deelgenomen |
| 1998   | Niet deelgenomen | Niet deelgenomen | Niet deelgenomen | Niet deelgenomen | Niet deelgenomen | Niet deelgenomen | Niet deelgenomen |
| 2003   | Niet deelgenomen | Niet deelgenomen | Niet deelgenomen | Niet deelgenomen | Niet deelgenomen | Niet deelgenomen | Niet deelgenomen |
| 2007   | Derde plaats     | 3                | 0                | 1                | 2                | 1                | 7                |
| 2010   | Groepsfase       | 3                | 1                | 0                | 2                | 1                | 8                |
| 2014   | Vierde plaats    | 3                | 0                | 1                | 2                | 1                | 20               |
| 2018   | Groepsfase       | 3                | 1                | 0                | 2                | 1                | 23               |
| 2022   | Kwartfinale      | 3                | 0                | 2                | 1                | 4                | 6                |
| Totaal | 5/12             | 15               | 2                | 4                | 9                | 8                | 64               |

### Pacifische Spelen
| Jaar   | Resultaat     | Wed | W | G | V | DV | DT |
| ------ | ------------- | --- | - | - | - | -- | -- |
| 2003   | Derde plaats  | 6   | 3 | 2 | 1 | 10 | 7  |
| 2007   | Tweede plaats | 5   | 2 | 2 | 1 | 4  | 3  |
| 2011   | Vierde plaats | 5   | 1 | 1 | 3 | 6  | 6  |
| 2015   | Groepsfase    | 3   | 1 | 0 | 2 | 2  | 7  |
| 2019   | Groepsfase    | 4   | 2 | 0 | 2 | 16 | 10 |
| Totaal | 5/5           | 23  | 9 | 5 | 9 | 38 | 33 |

## FIFA-wereldranglijst
Betreft klassering aan het einde van het jaar
| 2003 | 2004 | 2005 | 2006 | 2007 | 2008 | 2009 | 2010 | 2011 | 2012 | 2013 | 2014 | 2015 | 2016 | 2018 | 2019 | 2020 | 2021 | 2022 |
| ---- | ---- | ---- | ---- | ---- | ---- | ---- | ---- | ---- | ---- | ---- | ---- | ---- | ---- | ---- | ---- | ---- | ---- | ---- |
| 54   | 55   | 53   | 54   | 64   | 59   | 56   | 68   | 72   | 75   | 72   | 83   | 91   | 81   | 86   | 86   | 81   | 91   | 93   |

## Selecties

### Huidige selectie
Deze spelers werden geselecteerd voor het Oceanisch kampioenschap voetbal vrouwen 2022 in juli 2022.
| Doel                          |                   |                         |
| 1                             | Meleana Taufa     | Veitongo FC             |
| 20                            | Madison Tenifa    | Fasi mo e Afi           |
| 21                            | Hehea Taufa       | Longolongo FC           |
| 23                            | Enisolo Fa        | Hunga FC                |
| Verdediging                   |                   |                         |
| 2                             | Meleseini Tufui   | Veitongo FC             |
| 3                             | Ofaloto La'akulu  | Veitongo FC             |
| 5                             | Patiola Tonga     | Nukuhetulu FC           |
| 13                            | Daviana Vaka      | Utah Avalanche SC       |
| 16                            | Vea Funaki        | Longolongo FC           |
| Middenveld                    |                   |                         |
| 4                             | Ana Lauteau       | Veitongo FC             |
| 6                             | Ana Polovili      | Veitongo FC             |
| 7                             | Mele Kafa         | Nukuhetulu FC           |
| 8                             | Fololeni Siale    | Fahefa FC               |
| 9                             | Finehika Finau    | Fahefa FC               |
| 14                            | Siunupa Talasinga | Veitongo FC             |
| 17                            | Kiana Swift       | Victoria Highlanders FC |
| 18                            | Laveni Vaka       | Utah Avalanche SC       |
| 19                            | Naomi Palanite    | Longomapu FC            |
| Aanval                        |                   |                         |
| 10                            | Penateti Feke     | Geen                    |
| 11                            | Jazmine Loto'aniu | Castle Hill United      |
| 12                            | Lositika Feke     | Longolongo FC           |
| 15                            | Alexandra Fifita  | Fasi mo e Afi           |
| 22                            | Toakase Kaufusi   | Liviela FC              |
| Bondscoach: Christian Koaneti |                   |                         |